# Kakucs
Kakucs község Pest vármegyében, a Dabasi járásban.

## Fekvése

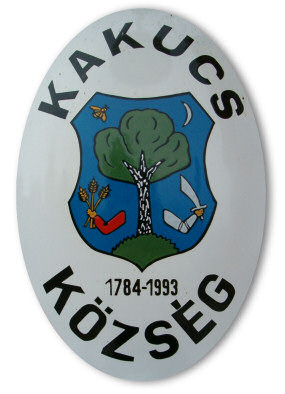
Intézményi emléktábla

A település az Ócsai Tájvédelmi Körzet központi területétől keletre, Inárcs és Újhartyán között található, az M5-ös autópálya közelében, attól délre. Területén halad át a mélyebben fekvő dél-délkeleti részek belvizeit elvezető Duna-völgyi főcsatorna.
A község 2180 hektáros területének felszínét részben erdősített kötött futóhomok borítja, de nyugat-délnyugati felén nedvesebb, jobb minőségű mezőségi és réti talajtípusok is megtalálhatók. Határának Pótharasztpuszta felőli peremén (a Vajkó, a Kanászlapos stb. tájrészeken) kellemes kirándulóhelyek terülnek el. A Boros Ádám, Jávorka Sándor és más botanikusok által is kutatott, a XX. század elején még vizenyős táj flórája és faunája a csévharaszti borókás védett területéhez kapcsolódik, és ahhoz hasonló természeti értékeket rejt magában.
Éghajlata szélsőségesen kontinentális jellegű, az 55-60 °C abszolút, és 23,0–24,5 °C közepes hőingadozás igen nagy szélső értékeket mutat. Az évi középhőmérséklet 10 °C körül van, az évi csapadékmennyiség 500-550 (ötven év átlagában 517) mm, a nyári időszakban 338 mm körül ingadozik. A napsütéses órák száma évi 2000-2100 (ötven év átlagában 2236) óra, a hűvös napoké 160-180 nap, amelyből az első október 20-25-re, az utolsó április 10-15-re esik. A téli napok száma 30-35, a nyáriaké 70-78, a ún. hőségnapoké 20-25 évente. Talaja és éghajlati adottságai kedvező lehetőséget teremtenek a gabona-, zöldség- és gyümölcsfélék termesztéséhez.
A község belterületének Újhartyán felőli részét szegélyező, az uralkodó széljárásnak megfelelően északnyugat–délkeleti tájolású homokdombok (a Malom- vagy Balla-domb, a Szélmalom-hegy stb.) és a közöttük máig meglévő belvizes kis tavak környéke már évezredekkel ezelőtt kedvező lehetőséget teremtett az ember megtelepedésére. Ennek bizonyítékait hozta felszínre a Balla-dombon 1992-1993-ban a Nagykőrösi Arany János Múzeum megbízásából Kulcsár Gabriella által folytatott ásatás. A terület kisebb (120 m²-es) részének feltárása szerint a középső bronzkor Vatya I-III. szakaszához sorolt népessége 250-300 éven át élhetett itt már az i. e. II. évezred derekán.

### Megközelítése
A település közigazgatási területén, annak északi részén áthalad az M5-ös autópálya, ám annak itt sem csomópontja, sem pihenőhelye nincs, így azon keresztül Kakucs csak az újhartyáni csomópont vagy a le- és felcsatlakozásra ugyancsak lehetőséget kínáló inárcsi pihenőhely felől érhető el. Más fő közlekedési útvonal nem érinti a községet, határát a legjobban az 5-ös főút közelíti meg, Dabas térségében. Déli határvonalán húzódik a 4604-es út egy rövidebb szakasza, de a lakott területeit az is elkerüli, azok között csak a 46 108-as számú mellékút húzódik végig, azon érhető el Inárcs és Ócsa, illetve Újhartyán felől is.
Területének délnyugati részén elhalad a Budapest–Lajosmizse–Kecskemét-vasútvonal, de annak megállási pontja nincs a községben; a legközelebbi megállóhely Inárcson található (Inárcs-Kakucs vasútállomás).

## Története
Kakucs legrégibb írásos említése egy 1456-ból való oklevélben mint Kakuch-puszta történik. Ezen kívül mindössze két írás maradt fenn róla (1465: Kakwch, 1513: Kakuch).
Nevének eredetét az etimológusok bizonytalannak tartják. Egyesek kapcsolatba hozzák a kajkó (vagyis horog, horgas fa) családjába tartozó, kakucs, azaz hosszúnyelű görbe kés jelentésű barkósági tájszóval, mások a magyar 'kukucsol', azaz kukucskál jelentésű igével való kapcsolatát vetik fel. Úgy tűnik, hogy legtöbb realitása annak a magyarázatnak van, amely szerint benne az ótörök qoq szó rejlik, s a helynév annak a származéka. E szó jelentése „füstölögve ég, kozmás szaga van”, ami a tőzeges láperdőkből nyert korai magyar falura utalhat, melyet égetéses irtással alakíthattak ki első lakói.
Neve és más közvetett adatok alapján arra kell következtetnünk, hogy ez a Kakucs nevű, templom nélküli falu a X-XIII. században virágzott, és a közeli Bödréhez hasonlóan (amit ott régészeti leletek is igazolnak) a tatárjárás idején pusztult el.
Az első rá vonatkozó, 1456. évi oklevél szerint V. László palotai Szilassy György váci, és palotai Pozsonyi János nógrádi várnagy érdemeit jutalmazta vele, és ezek elismeréseként adta nekik a Pakony községben, valamint Szentszalvador, Fileharasztja és Kakucs, másként Elsőhartyán pusztákban lévő királyi jogokat. Más részein a Kapyak és a Pakonyiak osztoztak, 1465-ben Kapy János vetette zálogba Pakony, Szentszalvador, Kakucs és Fileharasztja területén lévő részeit, 1513-ban pedig Hernádi László rendelkezett a Kakucs és a Kakucson lévő Filaharaszti-erdő területén lévő birtokáról.
A XV. században tehát Kakucs már puszta volt, s határa egybeolvadt az 1200-as évek végén még önálló helyként említett, de ez időre már szintén elnéptelenedett Fileharasztjával. Az 1546–1590 közötti török defterek is ráják nélküli pusztának írták, s kaszálóit, legelőit adóztatták. Térségük pusztulása után a végvárakban szolgáló tulajdonosaik Nagykőrösnek adták bérbe, s a mezőváros gulyái és ménesei legeltek rajta.
A falu történetében később a Grassalkovich család játszott fontos szerepet, akiknek XVIII-XIX. századi birtoklása Kakucsot elindította a fejlődés útján.
A pusztát I. Antal gróf kapta meg III. Károly magyar királytól, Kerekegyházával és Szentdénessel együtt, elmaradt jogügyigazgatói fizetése fejében, amelyből a 4927 magyar holdas Kakucs értéke 1520 forint volt. A kiemelkedés első lépéseként Kakucson szervezték meg a gödöllői uradalom déli pusztáiból álló kerületének központját, amelyet az itt székelő kasznár irányított. A gróf által 1771-ben készített lista szerint e „nagy majorhoz” csak 3 hold szántó, 160 hold rét, 50 hold szőlő és 600 hold vágandó erdő tartozott. Bekerített részén állt a granárium, a télire ideterelt állatok szállása, az alkalmazottak (kasznár, ispán és a katonák) lakóházai, a csapszék, a borkimérés és a téglaégető.
Ennél is fontosabb döntés köszönhető a gróf hercegi rangot szerző fiának, a költekezéseiről hírhedt (II.) Antalnak. 1784 júliusában Pozsonyban kiadott telepítési szerződése szerint az uraság szőlője melletti területre 50 féltelkes jobbágyot és 34 zsellért telepített.
A majorság árnyékában kialakított megnyirbált telkeken élő parasztság vagyonilag tovább differenciálódott: 1828-ban 39 féltelkes jobbágyot, 27 házas és 10 házatlan zsellért, 1844-ben 40 félhelyes jobbágyot és 40 zsellért számláltak. Ezzel függ össze a község és az uradalom közt mintegy fél évszázadon át folyó úrbéri per is, ami egyúttal a falusi önkormányzat jelentőségét is kiemeli. Ügyeiket a nótáriussal intéztették, aki egyben az 1784-től működött népiskolában a tanítói és az újhartyáni anyaegyház plébánosával kötött szerződés alapján a kántori feladatot is ellátta.
Miután a Grassalkovich család fiúágon kihalt, az úrbéri pereket már báró Signa Simonnal zárták le. Ezzel a telkes gazdák 25, a 40 zsellér 5 (a tanító és a jegyző 1) telek birtokosává váltak, amelyhez 1860-ban 460 hold rétet is megvásároltak. Helyzetüket javíthatta volna, a század elején Kakucshoz csatolt Alsó- (azaz Csíkos) és Felsőinárcs puszták bőséges földkínálata, mivel azonban a puszta teljes egészében két nagybirtokos kezébe került, e lehetőséggel élni nem tudtak.

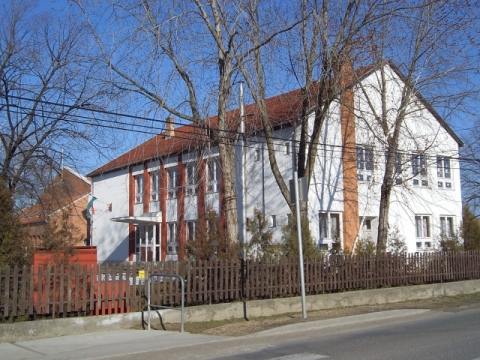
Általános Iskola

A falu polgári korszaka a paraszti birtokok kialakulásával és a gödöllői uradalom itteni majorságát megvásárló kakucsi Liebner József földesuraságával vette kezdetét. A földterület fele ettől kezdve Liebner birtokához tartozott, aki a kiegyezés koráig külterjes módszerekkel használt uradalmat modern árutermelő nagyüzemmé fejlesztette. Intenzív agrokultúrát honosított meg, gőzmalmot, szeszgyárat működtetett, jelentős mennyiségű mezőgazdasági terméket szállított a budapesti piacokra. A változásokat jól érzékelteti a határ művelési ágainak változása.
Mindezek következtében a századfordulótól a lélekszám növekedése felgyorsult. Ötven év alatt megduplázódott, ami annál is inkább jelentős, mivel közben többen a lassan benépesülő Inárcs-pusztán telepedtek le, melynek lélekszáma 1945-re elérte az anyaközségét. A lakosság (Fényes Elek még magyar–tót falunak írta) fokozatosan elmagyarosodott. Felekezeti összetételük viszont nem változott, 92%-uk ekkor is katolikus volt, akik 1927-ben leváltak az újhartyáni anyaegyházról, majd neogót jellegű templomot építettek, ami később önálló plébániává alakult.

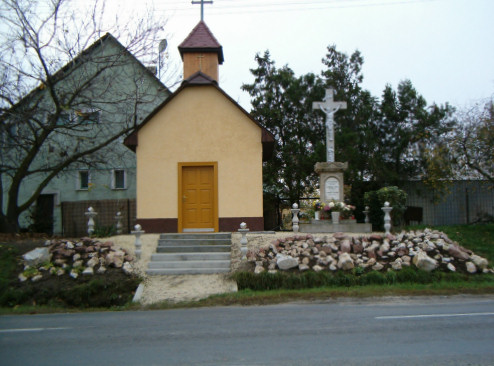
Kápolna

Az első világháborúban 30, a másodikban pedig 48 helyi lakos vesztette életét, és az áldozatok számát a német nevű családok kényszermunkára hurcolása növelte tovább, akik közül többen soha nem tértek haza Ukrajnából.
A földosztás során a mezőgazdasági önálló gazdák aránya tovább nőtt. Inárcs (1945-ben gyakorlatilag, 1946-tól jogilag) önálló községgé válása során, mintegy kétéves egyezkedés után Csíkos-pusztát Kakucshoz csatolták, ezért a Liebner-major mellett a Rötzer-, Braun-, Déchy- és néhány kisebb birtok is a kakucsi parasztság tulajdonába került. Noha a községi képviselő-testület törekvései a gazdaság fellendítésére irányultak, az adott politikai viszonyok között mindebből semmi sem valósulhatott meg. Fellépésük ellenére a kakucsi és csíkosi kastélyt széthordták, s kudarcba fulladt a malom és a szeszgyár helyreállítására kidolgozott terv is. Az ezerkilencszázötvenes évek drasztikus jövedelemelvonása és kollektivizálási kísérletei az újonnan földhöz jutottak jelentős részét kényszerítette a föld elhagyására, a parasztság árutermelő rétegeit pedig tönkretette.
Az évekig elfojtott indulatok az 1956. október 28-i tüntetésen törtek felszínre. Ennek során egy fiatalokból álló ittas csoport támadást intézett az '50-es években vezető szerepet játszott kommunisták ellen. A falu korábbi tanácselnöke az atrocitások során több késszúrás következtében elvérzett.
A Lenin Termelőszövetkezet taglétszáma 499-re (az agrárkeresők 90,7%-ára), területe 2902 katasztrális holdra emelkedett, mögötte azonban súlyos anomáliák húzódtak meg. A mezőgazdasági keresők aránya az 1949. évi 79,6%-ról az agitáció eredményeképp egy év alatt felére zuhant. 1960-ban már csak a keresők 38%-a élt a mezőgazdaságból, 50,3%-a ipari munkássá vált, vagyis inkább a Budapestre bejáró segédmunkás kenyerét választotta.
A helyzet csak egy évtized múltán változott meg, amikor jelentős állami támogatás és hitelek révén a téesz működőképessé vált. Az ipar és a mezőgazdaság jövedelemarányai pedig – nem utolsósorban a háztáji gazdaságok eltűrtből támogatott kategóriába kerülése révén – megváltoztak. Ezt követően a helyi társadalom élete is új színekkel gazdagodott. A könyvtár és az iskola által szervezett kulturális élet megélénkült, a népfrontklub működése pedig olyan programok elindítását tette lehetővé, mint a négytantermes emeletes iskola, később az orvosi és gyermekorvosi rendelő és az orvosi lakás megépítése.

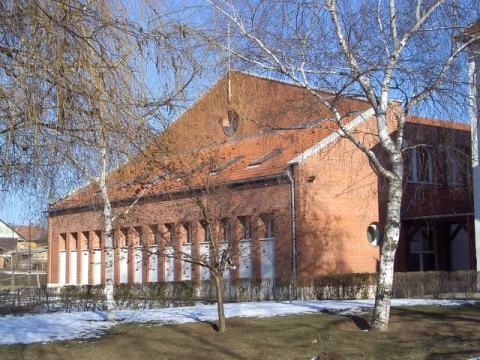
Tornacsarnok

Ilyen pillanatban érte a falut a községi integráció központilag vezérelt programja. A közös tanácsot 1973-ban hozták létre a falu korábbi pusztájával, Inárccsal, melynek lakossága 1919-től kezdve számos elszakadási kísérlet eredményeképpen csak akkor alakult önálló községgé. Integrációs szint, kontinuitás és infrastruktúra tekintetében Kakucs; a népesség lassan ezer lélekkel nagyobb száma, a kiparcellázható terület nagysága és a közlekedés szempontjából Inárcs volt előnyösebb helyzetben. A lakosság törekvéseit és érzelmeit figyelmen kívül hagyva ezért Inárcsot jelölték ki székhelyül, így Kakucs társközséggé vált. A népességszám különbségei ellenére elérték, hogy a községet azonos számú tanácstaggal képviselhessék, az 1980-ban ugyancsak felsőbb nyomásra egyesített termelőszövetkezet központját pedig Kakucsi Március 21. MGTSZ néven a társközségbe helyezzék. Az egységes községrendezési terv alapján új lakónegyed jött létre a közös községcentrumban, az élénk tevékenységet folytató tanácstagi csoport pedig gondosan ügyelt a helyi érdekek érvényesítésére.

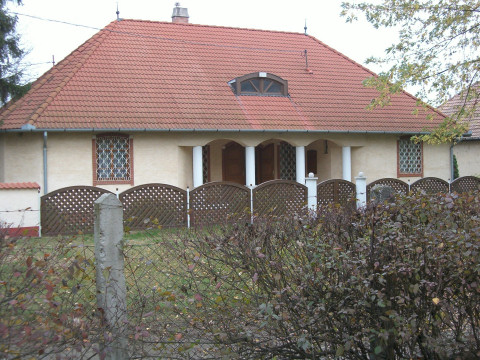
Plébánia

Ennek ellenére az érzelmeket és helyi törekvéseket sértő intézkedés hamu alatt szunnyadó parázsként élt a lakosság tudatában, ami az új inárcsi iskola építésének szakaszolása és a beruházás finanszírozásának anomáliái közben elementáris erővel tört a felszínre. Az 1980-as évek utolsó harmadában a két község tanácstagi csoportjai közötti viszony elmérgesedett. A sorozatossá vált konfliktusok során faluszétválasztási bizottság alakult, amelynek kezdeményezésére 1989. május 7-én helyi népszavazást tartottak. Az 1788 szavazati joggal rendelkező polgár közül 55 a közös tanács, 1500 a különválás mellett voksolt, így ennek eredményeként 1990. január 1-jével a község önállóságát az Elnöki Tanács is jóváhagyta.
Az 1990-es választáson a mandátumok többségét a faluszétválasztási bizottság tagjai és szimpatizánsaik kapták meg. Ekkor alakult meg a Roma Kisebbségi Önkormányzat is. Az önálló község infrastruktúrájának fejlődése hirtelen felgyorsult.
A tanácsi döntések által előkészített gázhálózat kialakítása után kiépült, a – lényegében minden igény kielégítésére alkalmas – telefonhálózat. Ezt követte a szennyvízcsatorna-rendszer létrehozása, mely az Újhartyánnal közös tisztítóműre csatlakozik. A tornaterem felépítésével az oktatás feltételei optimális szintre kerültek, s elkezdték a község vezetékes ivóvízzel való ellátását. A két világháború hősi halottainak tiszteletére, 1993-ban a templom előtti főtéren felavatták a Csapkai Miklós és Kiss József által alkotott hősi emlékművet. Az önkormányzat Lapozgató címmel negyedévenként megjelenő helyi újságban tájékoztatja munkájáról a lakosságot. Évtizedek óta kiváló eredményeket produkál a helyi népdalkör és asszonykórus; a kisebbségi önkormányzat támogatásával a Roma Klub és ROMA DROM hagyományőrző egyesület alakult; a KALÁSZ újjáéledésével új színekkel gazdagodott a katolikus egyházközség élete.

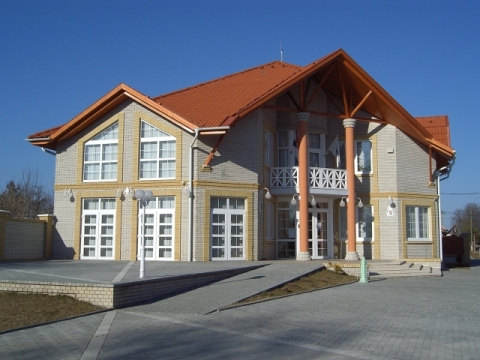
Polgármesteri Hivatal

A falu ápolja a gyermekéveit nagyapja, Liebner József birtokán Kakucson töltött író, költő és irodalomtörténész, Rónay György (1913–1978) emlékét is, akiről utcát neveztek el. A múltból eredő összetartó erőt hivatott szolgálni a községi címer és a címerrel díszített községi zászló is, amelyet 1993. október 30-án szentelt fel a falu plébánosa. A címer kék pajzsának középső részén egy zöld halmon tölgyfa áll, ami a falu első pecsétjéről való, így az önálló önkormányzatiságot szimbolizálja. A fa egyik ága a falu idők homályába vesző középkorára, a másik a Grassalkovichok által útjára indított úrbéres-, végül a harmadik a Liebner uradalom kialakulásától máig vezető polgári korszakra utal. Törzsét két oldalt egy-egy kar óvja. A balról látható kivont kardot tartó páncélos kar és fölötte a félhold a Grassalkovichokra, a jobbról lévő, három arany búzakalászt tartó vörös ingujjas kar a Liebner családra utal, miként a felül látható arany méhecske is, amely egyúttal az itt élők szorgalmát is megjeleníti, melyből a falu megszületett.
Az 1990-es népszámláláskor a 876 házban 2374 lakó 16 kivételével belterületen élt. 20%-uk 1 év alatti, 35%-uk 15-39 év közötti, 27%-uk 40-59 éves, 18%-uk pedig 60 év feletti volt. A megfelelő korosztály arányában a népesség 1,5%-a volt analfabéta, 66,9%-a végzett nyolc osztályt, 11,9%-a érettségizett és 3,0%-a diplomás. 1990–95 között a lakásállomány 884-re emelkedett, s a lélekszám az 1970-es évek óta tapasztalható csökkenése is megállt, majd némi növekedésnek indult. A községnek általános iskolája, óvodája, könyvtára, orvosi-, gyermekorvosi- és fogszakorvosi ellátása, illetve lélekszámának megfelelő kereskedelmi hálózata van. Közlekedését az M5-ös autópálya megépítése óta a Budapestre közlekedő autóbuszjárat is javítja.

## Népesség
A település népességének változása:
| Lakosok száma | 2747 | 2877 | 3049 | 3109 | 3034 | 3150 | 3185 |
|               | 2013 | 2014 | 2018 | 2021 | 2022 | 2023 | 2024 |

A 2011-es népszámlálás során a lakosok 89,4%-a magyarnak, 7,3% cigánynak, 2% németnek, 0,9% románnak, 0,3% szlováknak mondta magát (10,6% nem nyilatkozott; a kettős identitások miatt a végösszeg nagyobb lehet 100%-nál). A vallási megoszlás a következő volt: római katolikus 55,9%, református 4,5%, evangélikus 0,7%, görögkatolikus 0,4%, felekezeten kívüli 13% (24,3% nem nyilatkozott).
2022-ben a lakosság 93%-a vallotta magát magyarnak, 5,9% cigánynak, 0,7% németnek, 0,5% románnak, 0,2% szlováknak, 0,1-0,1% bolgárnak, szerbnek, lengyelnek és ukránnak, 2,1% egyéb, nem hazai nemzetiségűnek (7% nem nyilatkozott; a kettős identitások miatt a végösszeg nagyobb lehet 100%-nál). Vallásuk szerint 35,5% volt római katolikus, 5,2% református, 0,8% görög katolikus, 0,7% evangélikus, 1% egyéb keresztény, 2,4% egyéb katolikus, 16% felekezeten kívüli (38,5% nem válaszolt).

## Közélete

### Polgármesterei
- 1990–1994: Assenbrenner György (független)[6]
- 1994–1998: Assenbrenner György (független)[7]
- 1998–2002: Assenbrenner György (független)[8]
- 2002–2006: Szalay István (független)[9]
- 2006–2010: Szalay István (független)[10]
- 2010–2014: Dr. Kendéné Toma Mária (független)[11]
- 2014–2019: Dr. Kendéné Toma Mária (független)[12]
- 2019–2024: Dr. Kendéné Toma Mária (független)[13]
- 2024– : Szabó Henrik (független)[1]

### Kisebbségi önkormányzatok
A településnek cigány kisebbségi önkormányzata is van.

## Nevezetességei
- Szent Kereszt római katolikus templom

## Testvértelepülés
Magyarkakucs Románia Magyarkakucs nevét hiába keressük az országutak mellett, és vasútállomása sincs. Ennek ellenére elég könnyű eljutni a Sebes-Körös völgyében fekvő faluba, csak meg kell találni a módját. A település Árpád-kori műemlék temploma egyes feljegyzések szerint már a XI. században állt, de a falu első írásos említése 1343-ból származik. Bunyitay Vince kanonok A váradi püspökség története című munkájában részletes leírást ad az istenházáról, Kovács Veronika pedig 2011-ben elkészítette Nagykakucs monográfiáját. A Réz-hegység alatt, a Sebes-Körös bal partján fekvő Magyarkakucs a Gutkeled nemzetség ősi birtokai közé tartozott. Írásos említései: Kakuch (1343, 1435), Magyar Kakwch (1552), Kakucs (Magyar-) (1808), Magyar-Kakucs (1888), 1913-ban pedig a Nagykakucs nevet kapta.Birtokosa 1450-ben az álmosdi Chyre család, előtte pedig Bátori Bereczk fiai. Később a Thelegdy család kezére jutott, 1570-ben István és Miklós pereskedtek érte. 1851-ben Fényes Elek ezt írta a településről: „Bihar vármegyében, a Sebes-Körös gyönyörű völgyében, 300 református, 138 óhitű lakossal, két anyaegyházzal, 12 egész úrbéri telekkel. Határa e vidéken a legtermékenyebbek közé tartozik”. A XX. század elején Zichy Ödönnek volt itt birtoka.
A szépen rendbe tett porták, a falut jellemző nagy tisztaság láttán az első benyomás, hogy ez gazdag település, és akik itt laknak, adnak arra, hogy a vendég jó véleménnyel távozzék Kakucsról. Szórványban élnek itt a magyarok, jó megértésben a többségi románsággal. A környéken is csak Réven vannak magyar családok, ennek ellenére az itt élő magyarság hallat magáról, például minden évben megszervezik az elszármazottak találkozóját.
Közigazgatásilag Magyarkakucs (Cacuciu Nou) Szászfalvához (Măgeşti) tartozik. A község összlakossága a 2011-es népszámlálás adatai szerint 2681 fő, ebből Magyarkakucson 340-en élnek, közülük 230 román, 110 magyar. Felekezet szerint 222 személy ortodox, 108 református, 2 baptista, 8 pünkösdista. Az 1886-os adatok: 356 lakosból 178 román, 166 magyar. Több mint száz év múlva az arány nem sokat változott, az 1992-es népszámlálás 373 főt vett lajstromba, 197 románt, 173 magyart. A nemzetiségi megoszlás az elmúlt két évtizedben romlott oly nagy mértékben, hogy ma már csak a lakosság egyharmadát teszik ki a magyarok.
(Biharország)